# Fredi Lerch
Alfred « Fredi » Lerch, né le 10 avril 1954 à Roggwil, originaire de Wynigen, est un journaliste et écrivain suisse allemand.

## Biographie
Lerch est instituteur et diplômé de la Schola Cantorum Basiliensis. De 1982 à 2001, il est rédacteur de la Wochenzeitung (WOZ). Il siège à la commission littéraire de la ville de Berne entre 2001 et 2006. Depuis 2002, il est membre du bureau de presse « puncto » et travaille comme journaliste indépendant.
Il a écrit sur l'anticonformisme des années 1960 en Suisse. Son fonds d'archives se trouve aux Archives littéraires suisses à Berne.
En collaboration avec Erwin Marti, Lerch a édité les œuvres complètes de Carl Albert Loosli (2006–2008).